# Kaspar Michel
Pour les articles homonymes, voir Michel (patronyme).
Kaspar Michel, né le 16 juillet 1970, est une personnalité politique schwytzoise, membre du Parti libéral-radical (PLR).
Il siège au Conseil d'État du canton de Schwytz de juillet 2010 à fin 2022, à la tête du département des finances.

## Biographie
Kaspar Michel naît le 16 juillet 1970. Il grandit à Lachen, dans le canton de Schwytz.
Après une maturité de type B (latin-anglais) au collège du Christ-roi de Nuolen, il étudie l'histoire et les sciences politiques à l'Université de Fribourg, où il obtient une licence,.
Il est archiviste du canton de Schwytz jusqu'à son élection au gouvernement. Après sa démission fin 2022, il devient directeur de l'agence de Lachen de la société d'assurance La Mobilière.
Il a le grade de colonel à l'armée.
Il habite à Rickenbach, localité rattachée à la commune de Schwytz. Il est marié et père de deux enfants.

## Parcours politique
Il est membre du PLR.
De 2000 à 2004, il est secrétaire cantonal du PLR et secrétaire du groupe PLR au parlement cantonal.
Le 16 mars 2008, il est candidat au Conseil d'État, mais échoue pour 246 voix derrière le candidat sortant du PDC Georg Hess. Il se représente à l'élection complémentaire deux ans plus tard et obtient cette fois le deuxième meilleur résultat de l'ensemble des candidats au premier tour comme au deuxième tour du 13 juin 2010, parvenant ainsi à récupérer le siège au gouvernement schwytzois que le PLR avait perdu deux ans plus tôt. Il est réélu le 20 mars 2016 et le 22 mars 2020, les deux fois avec le deuxième meilleur score,. Il dirige le département des finances. Il préside le gouvernement du 1er juillet 2018 au 30 juin 2020.
Le 20 octobre 2019, il est candidat au Conseil des États, mais échoue en arrivant en quatrième position, largement derrière les candidats du PDC et de l'UDC,. Il ne se représente pas au deuxième tour.
Le 27 avril 2022, il annonce qu'il démissionne du gouvernement schwytzois pour la fin de l'année afin de prendre un poste dans l'économie privée.